# Bész hivatalnok szobra

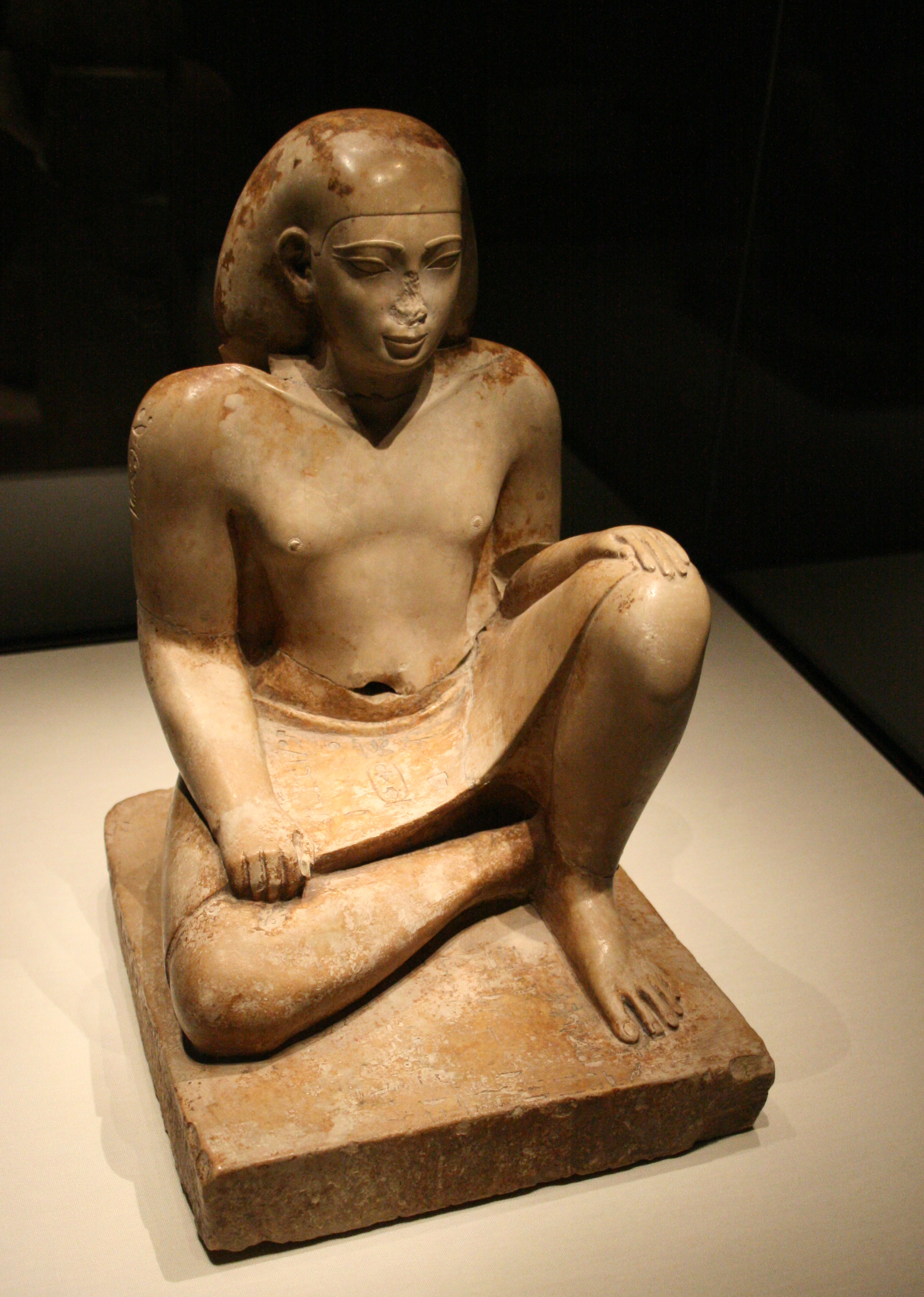
Bész hivatalnok a XXVI. dinasztiából

Bész hivatalnok szobra ókori egyiptomi szobor; a XXVI. dinasztiából (i. e. 660–610), a későkorból származik, abból az időszakból, amely újra a dicső egyiptomi múlt felé fordult.
A 32,2 cm magas, 20,9 cm széles alkotás tömör, a márványhoz hasonlóan finom kristályos szerkezetű mészkőből készült. Felirata szerint „Őfelsége kísérőjét, Bész herceget” ábrázolja, mégpedig olyan módon, amely az óbirodalom (i. e. 2649–2150) idején, majd az újbirodalom (1550-1070) elején volt szokásos. Ez a stílus tért vissza Bész ura, I. Pszammetik idején is.
A szobor eleganciáját a finom mosolyú, stilizált arc, és az azzal kontrasztos erős felsőtest adja. Az alak ünnepélyességet és tekintélyt sugároz, amely jellemző volt a korszakra, az úgynevezett szaiszi reneszánsz korára.